# Kerplunk-experiment
Het kerplunk-experiment was een psychologisch experiment dat de oriëntatie van ratten in een doolhof onderzocht. Het werd in 1908 door Harvey Carr en John Broadus Watson onder de titel "Orientation in the white rat" gepubliceerd in het tijdschrift Journal of Comparative Neurology and Psychology.

## Achtergrond
John Watson was in 1903 gedoctoreerd met onderzoek bij ratten aan de Universiteit van Chicago. Twee jaar later, in 1905, doctoreerde Harvey Carr er. Watson bleef als docent verbonden aan deze universiteit tot 1908; daarna ging hij aan de slag bij de Johns Hopkins-universiteit. Na zijn doctoraat werkte Carr eerst elders, maar vanaf 1907 was hij terug volledig verbonden aan de Universiteit van Chicago, waar hij was blijven samenwerken met Watson. Vanaf 1905 werkten ze gedurende 18 maanden samen rond gedrag van ratten in doolhoven. Hieruit volgden twee publicaties. De eerste was een artikel van Watson over zintuigen en hersengebieden die betrokken waren bij het leren in een doolhof (Watson deed hierbij chirurgische ingrepen bij de dieren). De tweede publicatie was het zogenaamde "kerplunk-experiment". Dit laatste is de meest geciteerde publicatie van de twee.

## Het experiment
Het artikel beschrijft twee experimenten. In een eerste experiment leerden ratten een doolhof doorlopen om voedsel te bekomen. Vervolgens werd hun startpositie gewijzigd. Het bleek dat de ratten tijd nodig hadden om zich terug te kunnen oriënteren.
Het tweede experiment is het zogenoemde "kerplunk-experiment" en is het meest bekend. Nadat de ratten het doolhof kenden en vlot doorliepen, werd nagegaan wat het effect was van het verkorten of verlengen van sommige gangen. Hiermee werd nagegaan of ratten zich vooral oriënteerden op basis van externe stimuli, zoals het zien van ingangen, dan wel op basis van proprioceptie, motorische waarneming. Het resultaat was dat ratten in volle snelheid het doolhof doorliepen, maar tegen de wand botsten als het betreffende gedeelte van de gang ingekort was, of wilden afdraaien op een plaats waar geen doorgang meer was, als de gang verlengd was. Dit bevestigde het belang van de kinesthesie of proprioceptie.

## Naam
Het experiment ging de geschiedenis in als het "kerplunk-experiment", naar het geluid dat de ratten maakten wanneer ze tegen de dichterbij geplaatste wand botsten. Carr en Watson gebruikten deze term niet. Wanneer de term kerplunk in voege kwam, is niet bekend. Edward Tolman gebruikte hem zeker reeds in 1932 in zijn boek "Purposive behavior in animals and men". Tot op heden wordt het experiment op deze manier aangeduid.

## Belang
Het artikel van Carr en Watson kreeg reeds snel aandacht. Het werd positief besproken in verschillende tijdschriften: in 1908 in The Journal of Philosophy, Psychology and Scientific Methods door Margaret Floy Washburn en in 1910 in The Journal of Educational Psychology door Ada Yerkes (de vrouw van Robert Yerkes).
De bevindingen van Carr en Watson werden later bevestigd en uitgebreid. Zo bleken ratten voedsel te negeren dat plots naast hun vertrouwde pad werd gelegd of ze liepen tegen barrières die niet aanwezig waren tijdens de training. Ook in de 21e eeuw wordt nog steeds verwezen naar het kerplunk-experiment. Overzichtsartikels bevestigen het belang van het onderzoek, maar nuanceren het ook. Ander onderzoek bevestigde soortgelijke bevindingen bij honden. Andere auteurs waarschuwen er tot slot voor dat bevindingen zoals dit van het kerplunk-experiment kunnen gebruikt of misbruikt worden in oorlog of andere omstandigheden: het herhaald trainen van motorische responsen kan automatismen installeren waardoor mensen, ook kinderen, kunnen leren schieten en doden als automatische reactie op een prikkel.